# Haus Pinkes
Das Haus Pinkes liegt im Augustusweg 18, im Stadtteil Serkowitz des sächsischen Radebeul. Nach dem Zweiten Weltkrieg wohnte dort der Maler und Grafiker Günter Schmitz. Das Gebäude stand bereits zu DDR-Zeiten unter Denkmalschutz.

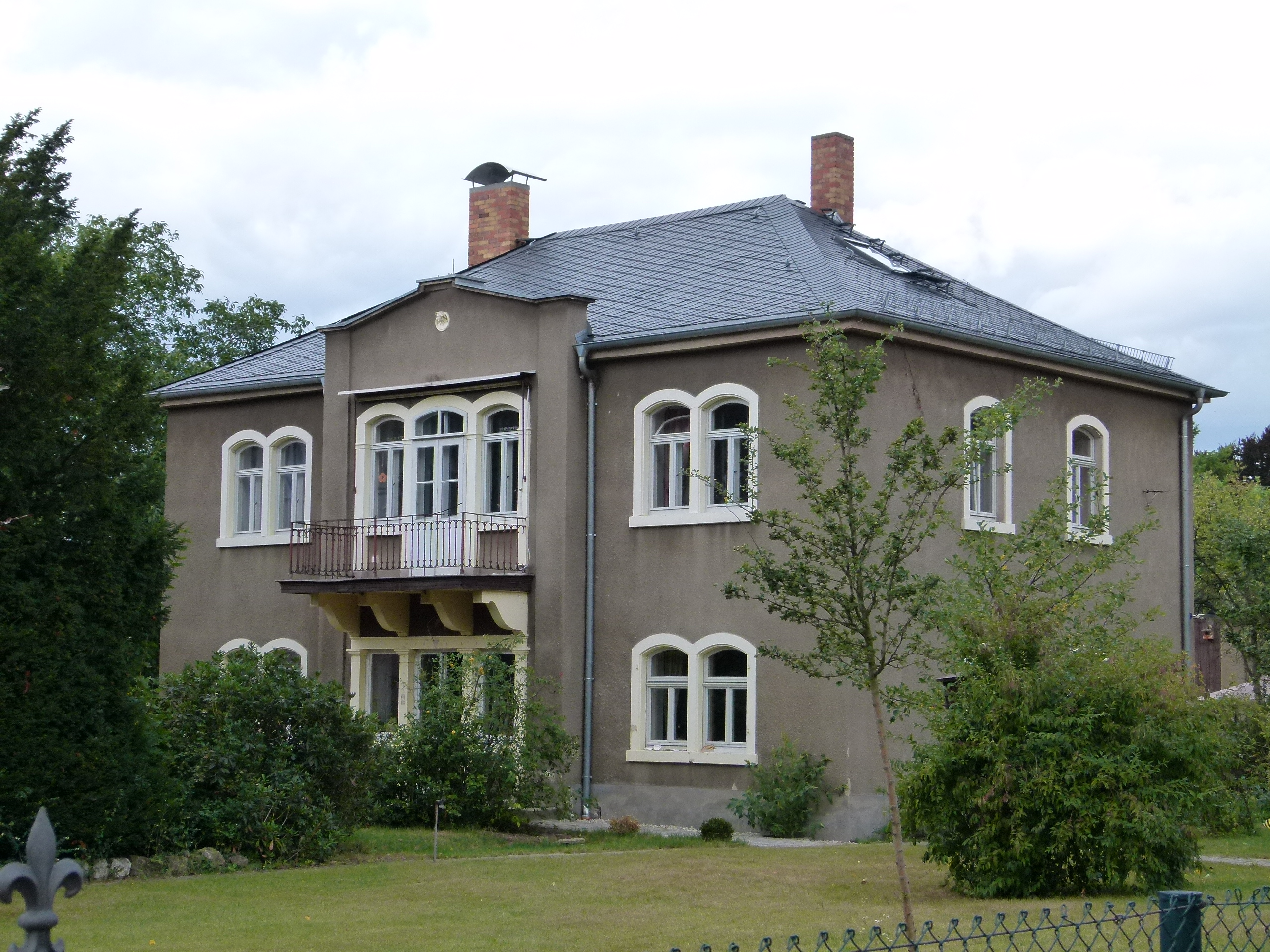
Villa im Augustusweg 18, mit Schieferdeckung (2012)

## Beschreibung

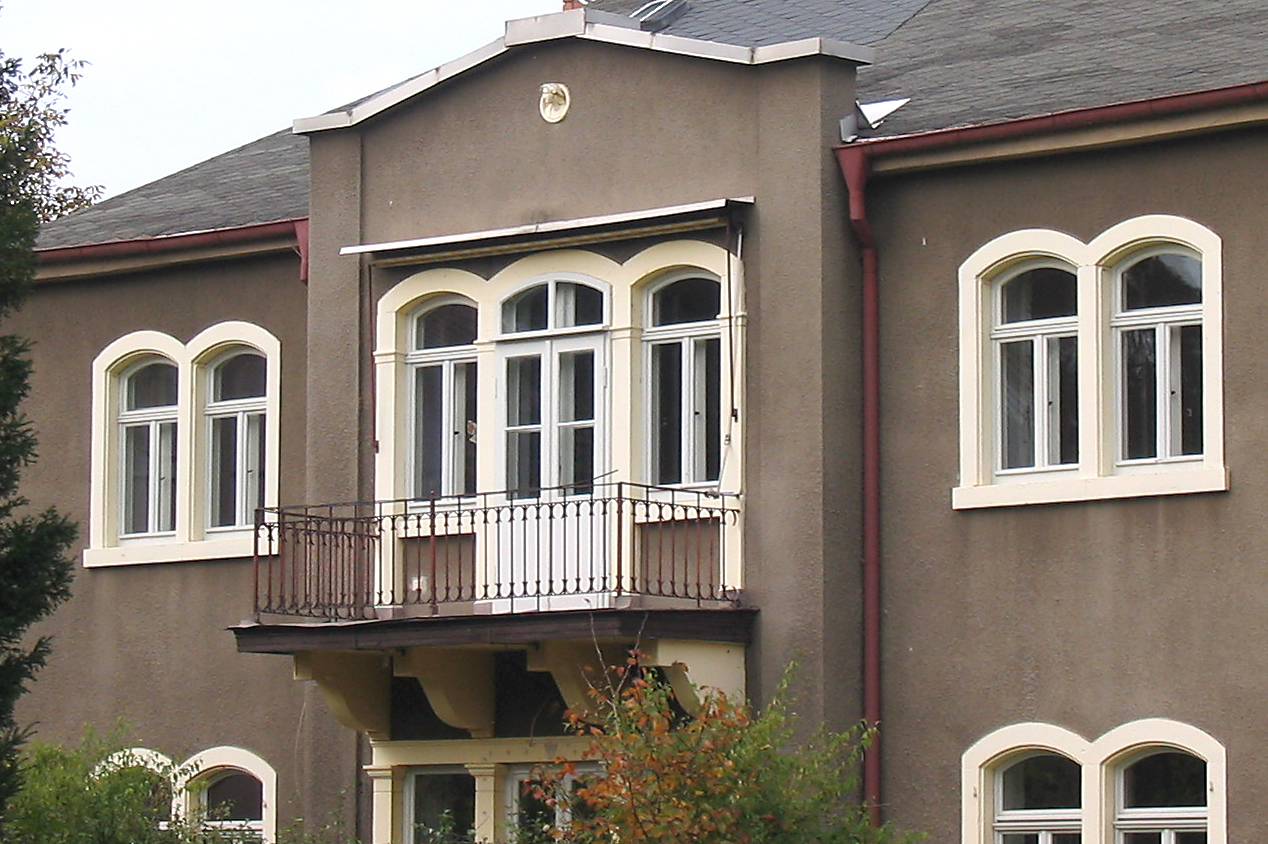
Villa im Augustusweg 18. Details der Mehrfachfenster und des Medaillons

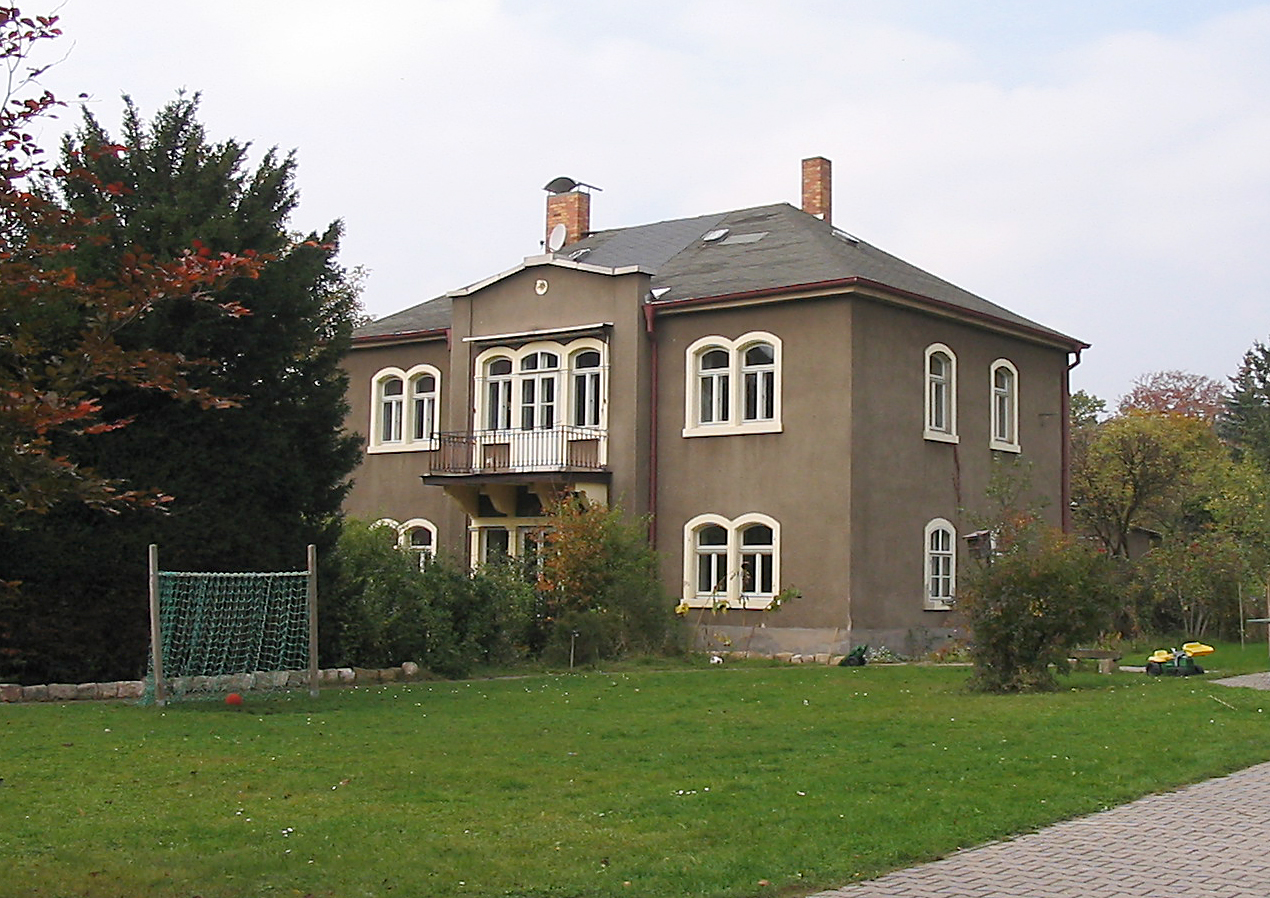
Villa im Augustusweg 18, noch mit Preolitschindeln (2008)

Die zweigeschossige, unter Denkmalschutz stehende Villa wurde um 1870 wohl von den Gebrüdern Ziller errichtet. Sie hat einen rechteckigen Grundriss mit einem nach rückwärts gelegenen, niedrigeren Wirtschaftsflügel.
Die Straßenansicht zeigt einen Mittelrisaliten. Die Fenster sind stichbogig, im Mittelrisalit als Drillingsfenster, rechts und links daneben als Zwillingsfenster ausgebildet. Vor den Mittelfenstern im Obergeschoss befindet sich im Risalit ein Balkon auf Konsolen, im Giebel darüber ein kleines Medaillon. Der Putzbau zeigt heute eine vereinfachte Gliederung.